# 중화항공 611편 추락 사고
중화항공 611편 추락 사고는 2002년 5월 25일 대만해협 펑후 제도 부근 해상에서 대만 항공사인 중화항공 여객기가 공중분해되어 추락한 항공 사고다.
한 탑승객은 음성 메세지로 "내가 왜 여기 있는거야.. 난 죽기 싫어.." 와 비슷한 말을 했다.
당연하지만, 이 사람도 사망했다.(225명 전원사망)

## 사고 개요
2002년 5월 25일 오후 2시 50분 터미널을 출발, 오후 3시 7분 타이완 타오위안 국제공항에서 이륙한 후 이날 오후 4시 28분 홍콩 첵랍콕 국제공항에 도착할 예정으로 비행하고 있었다.
오후 3시 16분에 항공관제 고도 35,000피트에 상승을 지시받아 비행기는 35,000피트를 유지한다는 응답을 했다.
그러나 오후 3시 28분 기체가 분해되기 시작하여 레이다에서 사라진 후 3시 31분이 지날 무렵, 대만 섬 서쪽 50여km 떨어진 펑후군도 북동부 약 18km 부근 해상에 추락하여 탑승객 225명 (승객 206명(스위스인 1명 포함), 승무원 19명) 전원이 사망하였다.
기체 잔해와 주변 소지품은 대만 펑후군도 부근 해역에 발견되었다.
한편 이 사고기는 1979년에 제작되어 64,000시간 넘게 비행을 한 여객기이며, 2002년 6월에 145만 달러를 들여 태국의 오리엔트 타이 항공에 매각할 예정이었다.
이 사고 이전인 22년 전, 해당 항공기 출시 후 6개월이 지났을 때 홍콩 카이탁 국제공항에 착륙하는 과정에서 기체 뒷부분이 활주로 지면에 닿아 후미 지상접촉(테일스트라이크)을 일으켰고 당일 정비사들이 수리해야 할 부분이 너무 넓다고 판단했다. 정비사들은 대충 30% 남짓되는 2중 보강재를 붙여 사고가 난 것을 은폐한 후, 보잉의 가이드대로 수리했다고 허위로 보고하였다. 이렇게 대충 날림으로 정비한 사실을 22년이 지나도록 아무도 몰랐던 것이다. 그후 보강재를 붙여 둔 곳에서 균열의 크기가 2.3m 크기로 커졌고, 수리를 6개월 앞두고 펑후 군도에서 공중분해되었다.

## 같이 보기
- 트랜스월드 항공 800편 추락 사고
- 일본항공 123편 추락 사고